# فرودگاه جیمز ای. جانسون پیترزبورگ
 فرودگاه جیمز ای. جانسون پیترزبورگ (به انگلیسی: Petersburg James A. Johnson Airport) یک فرودگاه همگانی با کد یاتا PSG است که یک باند فرود آسفالت دارد و طول باند آن ۱۸۲۹ متر است. این فرودگاه در کشور ایالات متحده آمریکا قرار دارد و در ارتفاع ۳۲ متری از سطح دریا واقع شده است.